# 洛杉矶引水渠
洛杉矶引水渠（Los Angeles Aqueduct）是美国加利福尼亚州洛杉矶的一个饮水系统，最初由威廉·穆赫兰建造，目的为洛杉矶提供用水。
因其修造导致了欧文斯谷人民缺水，这项工程一开始就颇具争议。后政府本打算修造圣弗朗西斯大坝用以存水，但发生溃坝，造成至少431人死亡。引水渠因此继续运营，并在1930年至1941年间修造梦娜盆地延伸线，1970年又修造了二期工程。

## 扩展阅读
- Corporation, Bonnier. . Popular Science. February 1919, 94 (2): 38  [2009-03-22]. ISSN 0161-7370. （原始内容存档于2022-01-24）.
- City of Los Angeles, Department of Public Service. . Los Angeles: The Standard Printing Co. 1916  [2009-07-11].
- Nadeau, Remi. . Santa Barbara: Crest Publishers. 1993. ISBN 096271044X.